# مبيطيحة الثالثة (الهايي)
مبيطيحة الثالثة (بالفارسية: مبیطیحه سه) هي قرية وتقع في إيران في قسم الهايي الريفي. يقدر عدد سكانها بـ 47 نسمة .